# ديفيد ليتل
ديفيد ليتل (بالإنجليزية: David Little)‏ هو لاعب كرة قدم أمريكية أمريكي، ولد في 3 يناير 1959 في ميامي في الولايات المتحدة، وتوفي في 17 مارس 2005.

## وصلات خارجية
- ديفيد ليتل على موقع مرجع كرة القدم المحترفة.كوم (الإنجليزية)